# Vlado Kreslin

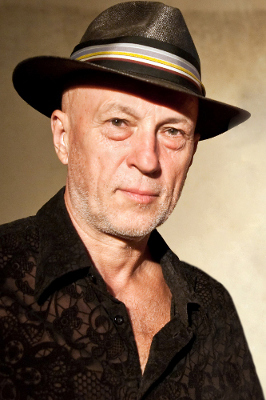
Vlado Kreslin (2011)

Vlado Kreslin (* 29. November 1953 in Beltinci) ist ein slowenischer Folk-Rock-Musiker.

## Leben
Kreslin wurde im slowenischen Ort Beltinci (Region Prekmurje) geboren. 1970 begann seine Karriere als Schlagzeuger in seiner ersten Band Apollo. 1973 spielte er für die Band Špirit group aus Murska Sobota und von 1975 bis 1978 für Horizont aus Ljubljana. 1983 trat er in die Gruppe Martin Krpan ein, die sich nach dem Konzert mit Bob Dylan 1991 trennte. Kreslin singt und spielt bis heute auf der Gitarre mit der Gruppe Beltinška banda. Seine jährlichen Konzerte in der Cankar-Halle in Ljubljana sind traditionelle Veranstaltungen. In den späten 1990er- und frühen 2000er-Jahren ging er mit den Rocksängern Pero Lovšin und Zoran Predin auf mehrere Tourneen. 

## Diskografie

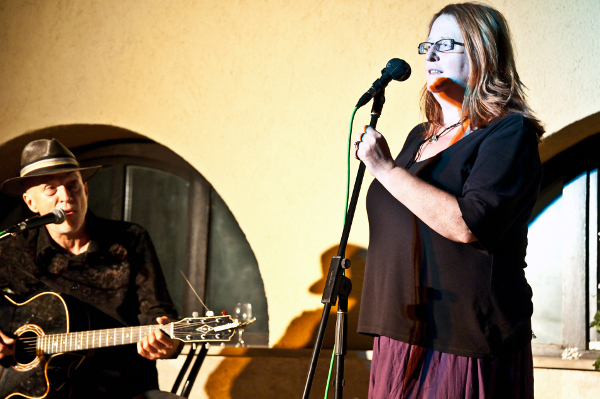
Mary Coughlan mit Vlado Kreslin in Crikvenica

- Cesta
- Generacija
- Kreslinčice (doppelte CD)
- Woyzeck
- Ptič
- The Best of Vlado Kreslin
- Muzika
- Namesto koga roža cveti
- Najlepša leta našega življenja
- Pikapolonica